# Боднарів (Коломийський район)
Боднарів (до 1940 — Боднарівка) — село в Україні, в Отинійській селищній громаді Коломийського району Івано-Франківської області. У складі Коломийського району від 1964.
Кількість населення — 10 осіб, усі — українці.

## Релігія
Віруючі — православні, церкву відвідують у межівному селі Молодилові Коломийського району. Храмові свята — Введення в храм Діви Марії та Святої Трійці.

## Мікротопоніми
Кутки й урочища:
- Корчовий кавалок
- Майданський ліс
- Опульсько
- Такса.

## Географія
Межує з селами Струпків, Молодилів, хутором Хоросна Отинійської громади та селом Глинки Ланчинської громади Івано-Франківської області.
Боднарів оточений з трьох боків лісом, є потік Рімнистий.
Лежить за 42 км до Коломиї (через селище Отинію).

## Історія

### Австрійський і польський періоди
Боднарівка заснована в 1799 р. як присілок громади Середній Майдан, яка належала до домінії Верхній Майдан циркулу Станиславів Королівства Галичини та Володимирії.
Перша відома історична згадка про Боднарівку належить до 1855 — Bednarowka, від 1854 до 1940 р. — Надвірнянський повіт. 
За переказами, назва села походить від ремесла боднарства, яким займалися перші поселенці або ж від дідича Боднара Теодора, який нібито володів цими землями. Народний переказ повідомляє, що першими поселенцями були 4 зайшлі поляки, які стали корчувати ліс і поставили кілька хат. Прізвище першого боднарівського господаря було Тріщ.
Боднарів належить до тих українських сіл, у які були завезені чужинці з метою так званого злиття націй. Місцевим корінним мешканцям-українцям не давали викупити собі ці землі, але польська окупаційна влада вишукувала можливості, щоби ці землі запосіли поляки, водночас утверджуючи тут свою польську ідею.
За переказами, місцевий дідич Боднар побудував у Боднарові костел і 1912 року його посвятили. Перед тим у селі з 1888 існував дерев'яний костел св. Теодора, у якому приблизно у 1895 р. був встановлений орган львівського органобудівника Яна Слівінського. Дідич також залишив кілька гектарів землі для селян, для священика і школи та для своїх 3 агентів, а сам виїхав з села. Згадані агенти довозили ще поляків з Польщі.
Село поділялося на Стару Боднарівку (у ній жили українці) та Нову Боднарівку (у ній поселилися поляки). Відповідно в Боднарівці існували українська і польська школи та польська хата-читальня.

### Радянський період
У 1940 р. Боднарівка отримала модернізовану назву, статус села з сільською радою і включена до Ланчинського району.
З поновним приходом комуністичної окупації поляків 1945 року вивезли на історичну батьківщину, а їхні господарства перебрали до рук українських виселенці з Закерзоння, яких польські і радянські комуністичні влади в 1946 р. насильно вивезли зі споконвічних українських земель, а достеменно з Холмщини, Надсяння, Лемківщини та інших країв. Помилково усіх їх і досі називають лемками. Ці насильні переміщення цілих народів супроводжувалися нечуваними зловживаннями. Також у Боднарові з'явилися нетипові для Коломийщини прізвища Кратюк, Шавула, Криниця, Голуб, Якимець, Дідич та інші.
У ті ж часи в Боднарів перебралося кілька родин з села Гаврилівки, які почули, що тут є вільні хати і господарства. В 1949 р. в Боднареві засновано колгосп імені Кірова. Головою призначили напівграмотного селянина з виселенців Андрія Оренчука. Однак уже 1951 року цей колгосп прилучили до колгоспу в селі Іванівцях Коломийського району. Після настійних прохань, листів до Верховної Ради УРСР 1954 боднарівське колективне господарство від'єднали від іванівецького і приєднали до струпківського. І досі колишні землі боднарівських людей належать до селянської спілки «Дружба», що в селі Струпкові. Саме село також підпорядковане Струпківській сільській раді.
1951 комуністична влада розібрала римо-католицький костел у Боднареві, а будівельні матеріали використала для спорудження клубу в селі Ланчині Надвірнянського р-ну Івано-Франківської обл.
У часи СРСР Боднарів став так званим, неперспективним селом, з нього повиїжджала молодь.

### Сучасність
Сьогодні в селі переважно мешканці, яким за 60 років. У селі нема церкви, пошти, будинку культури, бібліотеки, рідко завозять продукти харчування, не ходить автобус. Багато хат замкнено, подвір'я позаростали бур'янами.